# Molson Brewery

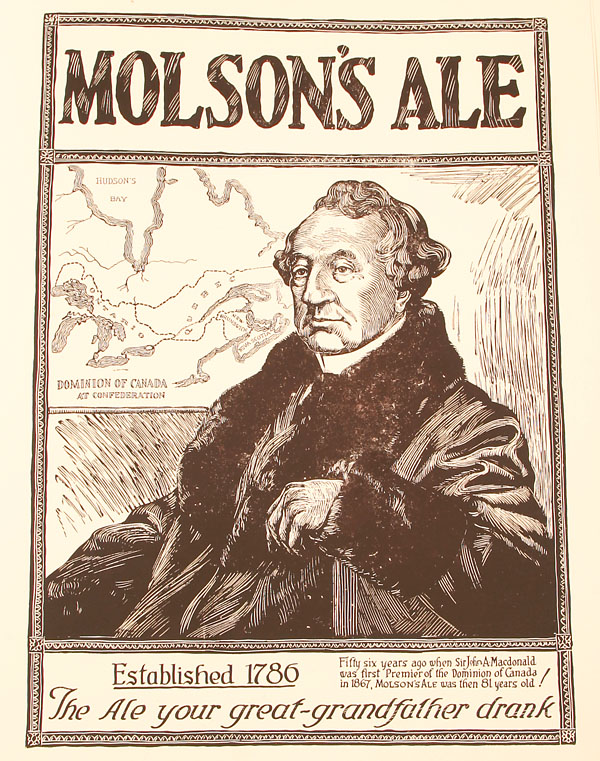
Advertentie uit 1924; "56 jaar geleden, in 1867, toen Sir John A. Macdonald net premier van Canada was, was Molson's bier al 81 jaar oud!"

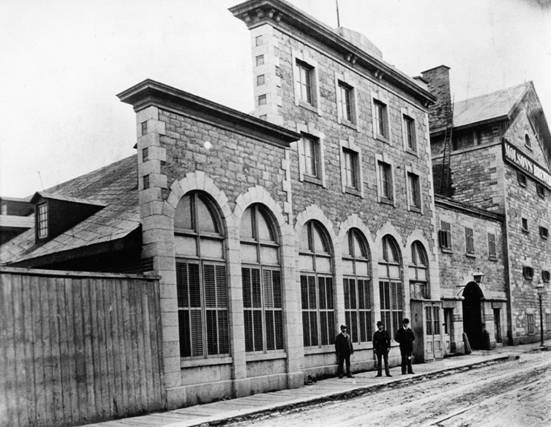
Molson Brewery, ca 1885

De Molson Brewery is een brouwerij die werd opgericht in de Canadese stad Montreal in 1786. In 2005 fuseerde Molson met het Amerikaanse bedrijf Coors Brewing Company tot Molson Coors Brewing Company; op dat moment de op zes na grootste bierbrouwerij ter wereld. De Canadese tak van Molson Coors Brewing Company heet Molson-Coors Canada Inc.. De eerste brouwerij van Molson was gevestigd aan de Saint Lawrence rivier in Montreal waar de familie Molson tot op de dag van vandaag het bedrijf overziet.

## Geschiedenis
Met haar oprichting in 1786 is de Molson Brewery im Montreal de oudste brouwerij van Noord-Amerika. Het bedrijf produceert nog steeds bier op het terrein van de originele brouwerij.
Op 2 mei 1782 verliet John Molson, toen 18 jaar oud, Engeland en verhuisde hij naar Canada. Hij kwam op 26 juni aan in Montreal. Kort na aankomst ging hij aan het werk bij de Thomas Loyd brewery. Hij kocht het bedrijf toen het in 1784 geveild werd. Niet lang na zijn aankomst in Montreal besefte Molson het potentieel van bier in Canada. De prijzen van wijn, rum en port stegen enorm en de arriverende, voornamelijk Engelse en Ierse, immigranten hadden behoefte aan bier. Toen hij oud genoeg was, gebruikte Molson een deel van het geld dat hij van zijn ouders erfde om een kleine brouwerij aan de Saint Lawrence rivier te kopen.
In 1785 sloot hij zijn bedrijf tijdelijk om de Atlantische Oceaan over te varen op zoek naar moderne apparatuur en ingrediënten. Toen hij terugkeerde gaf hij de zaden die hij op zijn reis tegengekomen was aan boeren op het omliggende land, in ruil voor mout dat hij in zijn brouwerij kon gebruiken. Molson gaf zijn eerste bier uit in 1786. Met een prijs van vijf cent per fles verkocht zijn bier goed.
Molson maakte gebruik van de vele kansen in de markt in zijn tijd. Hij begon snel met investeren, opende een houtwerf en gaf leningen uit aan lokale handelaren. In 1816 begon het familiebedrijf vorm te krijgen toen John Molson een coöperatie aanging met zijn zonen John Jr., Thomas en William. Hoewel bierbrouwen centraal stond, werden ook andere activiteiten aan het Molson-imperium toegevoegd. Molson was het eerste bedrijf dat een vloot stoomschepen in bezit had die gebruikt werd om personen en goederen te vervoeren tussen Quebec en Ontario. John Molson en zijn zonen richtten ook de Molson Bank op, die later fuseerde met de Bank of Montreal.
Molson was ook eigenaar van de ketens Beaver Lumber en Aikenhead's Home Improvement Warehouse. In februari 1994 verkocht Molson 75% van de aandelen in Aikenhead's aan The Home Depot voor US$ 150 miljoen. Later, in 1999, werd ook Beaver Lumber verkocht aan Home Hardware.
John's zoon Thomas volgde zijn vader op als leider van het bedrijf. In 1903 bedacht Herbert Molson, de kleinzoon van Thomas samen met hoofdbrouwer John Hyde Molson Export, een ale die op klassieke wijze van John Molson gebrouwen werd.

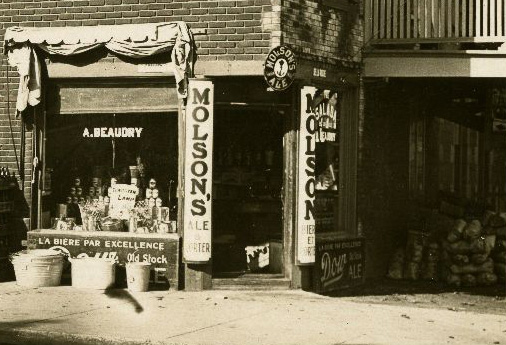
Winkel in Montreal met een advertentie van Molson Brewery, 1910

Molson Brewery breidde haar activiteiten behoorlijk uit in de 20e eeuw. In 1945 werd de rechtsvorm van het bedrijf gewijzigd in een limited liability company, waarmee niet familieleden aandeelhouder konden worden. Hierdoor werd het mogelijk voor het bedrijf om uit te breiden en een nieuwe vestiging te openen in Toronto in 1955. Twee jaar later, in 1957, kocht de familie het Montreal Forum en de Montreal Canadiens. In 1958 kocht het zes nieuwe brouwerijen, waarvan er vijf in het westen van Canada lagen, en hiermee werd Molson bier in heel het land verkrijgbaar. In 1989 fuseerde het bedrijf met Carling O'Keefe en verkreeg daarmee de brouwerij van Carling in Etobicoke. Hiermee werd Molson de grootste brouwer in Canada en de op vier na grootste brouwer van de wereld.
Medio 2004 kondigden Molson en Coors Brewing Company een fusie aan. Coors stond op de derde plaats in de Verenigde Staten (VS) en samen werden ze de vijfde brouwerij ter wereld gemeten naar volume. De twee gaan samen onder de nieuwe bedrijfsnaam Molson Coors Brewing Company (MCBC) en produceerden zo'n 60 miljoen hl bier. Eric Molson werd voorzitter van de toezichtsraad en Leo Kiely, de CEO van Coors, werd de nieuwe bestuursvoorzitter van MCBC. In februari 2005 werd de transactie afgerond.
De Braziliaanse activiteiten van MCBC, Cervejarias Kaiser, werden in 2006 verkocht aan het Mexicaanse FEMSA. Heineken International kocht FEMSA vervolgens in 2010.
Op 9 oktober 2007 combineerden SABMiller en MCBC hun activiteiten in de VS in een joint venture genaamd MillerCoors. SABMiller had een aandelenbelang van 58% in de VS en Puerto Rico, maar niet in Canada, waar MCBC de bovenliggende partij was. MCBC bezat een belang van 42%, maar de partijen hadden evenveel stemrecht. In 2007 werd een nieuwe brouwerij geopend in Moncton, New Brunswick. Eric Molson, een familielid van de zesde generatie ging in 2009 met pensioen. Zijn zoons blijven echter actief in het bedrijf als leden van de raad van bestuur. Molson Coors kocht de Creemore Springs brouwerij op 22 april 2005. Creemore Springs was toen een kleine brouwer met 50 werknemers en bestaat sinds 1987.
Op 11 oktober 2016 verkocht SABMiller zijn aandelen in MillerCoors aan MCBC voor ongeveer US$ 12 miljard. MCBC kreeg het volledige eigendom over de portfolio van MillerCoors buiten de VS en Puerto Rico, en behield ook de rechten van het MillerCoors portfolio binnen de VS en Puerto Rico.

## Organisatie
Molson Coors heeft twee overkoepelende hoofdkantoren in Denver, Colorado, en in Montreal, Quebec. Het Canadese hoofdkantoor staat in Toronto. Het hoofdkantoor in het Verenigd Koninkrijk staat in Burton upon Trent.
Molson Coors Canada is mede-eigenaar van The Beer Store. Dit bedrijf is een distributeur en verkoper van bier met een marktaandeel van meer dan 85% binnen Ontario. Molson Coors Canada bezit een aandeel van 50% in Brewers Distribution Limited in West-Canada.

## Merken
Het bedrijf brouwt en verkoopt een aantal van de meest populaire bieren in Canada. Hieronder vallen onder andere Molson Canadian, Molson M, Molson Export, Molson Dry, Molson Exel De-Alcoholized beer, Carling Black Label, Old Style Pilsner, Rickard’s, Creemore Springs en Granville Island Brewing.
Via samenwerkingen met andere grote brouwers biedt Molson Coors ook andere bieren aan, zoals: Coors Light, Corona, Miller Genuine Draft (tot 2015), Heineken, Foster's Lager en Tiger Beer.
Voor de fusie met Coors telde Molson zo'n 3000 personeelsleden, verspreid over verschillende locaties in Canada (Vancouver, Toronto, Montreal, Moncton en St. John's). Molson Coors Canada is onderdeel van de Molson Coors Brewing Company.

## Sport
Op 20 juni 2009 kondigden de Molson broers Geoff, Andrew Molson en Eric aan 80,1% van de Montreal Canadiens gekocht te hebben van de zakenman George Gillett. De Canadiens zijn historisch gezien het meest succesvolle team in de NHL. In juni 2009 kocht het consortium van de Molson-broers de overige 19,9% van het team. Onder de vele sportteams die Molson en Coors sponsoren vallen onder andere de Montreal Canadiens, Ottawa Senators, Toronto Maple Leafs, Edmonton Oilers, Colorado Avalanche, Arizona Coyotes en Detroit Red Wings. Hun drankjes kunnen ook gekocht worden in stadions van andere ploegen zoals in het stadion van de Philadelphia Flyers, in het Wells Fargo Center, bij de Washington Capitals in het Verizon Center en in de Bridgestone Arena, de thuisbasis van de Nashville Predators.